# Kiryat Ata
Kiryat Ata (in ebraico: קִרְיַת אָתָא in arabo: كريات أتا) anche nota coma Qiryat Ata o come Kfar Ata (in ebraico: כְּפַר עָטָּה) è una città situata nel distretto di Haifa, a nord di Haifa in Israele. Secondo i dati forniti dall'Ufficio Centrale Israeliano di Statistica (CBS) nel 2007, la città contava una popolazione di 49 700 abitanti.

## Storia
Scavi archeologici condotti nei pressi di Khirbet Sharta a nordest della città hanno rilevato che i primi insediamenti umani in questa area risalgono dell'età del bronzo e successivamente all'età del ferro. In seguito durante tutto il periodo ellenico e romano fino ad arrivare ai giorni nostri questo territorio fu popolato, prima da greci e romani e successivamente durante il periodo dell'impero ottomano da popolazioni di origine araba. Agli inizi del ventesimo secolo i terreni di proprietà degli abitanti del villaggio arabo di Kofrita furono acquistati da una associazione religiosa di Varsavia nota con il nome di "Avodat Israel" la quale fondò successivamente nel 1925 l'insediamento di Kfar Ata. Nel 1929 in seguito ai moti in Palestina il piccolo villaggio fu abbandonato dai suoi abitanti che vi fecero ritorno un anno più tardi. Nel 1965 quando i villaggi di Kfar Ata e Kiryat Binyamin furono riuniti in un'unica municipalità il nome del insediamento, che ormai aveva raggiunto le dimensioni di una cittadina, fu cambiato in Kiryat Ata e nel 1985 gli fu conferito lo status di città.

## Società

### Evoluzione demografica
Secondo i dati forniti dal CBS nel 2001 il 99,8% della popolazione di Kiryat Ata risultava essere di confessione ebraica. Sempre secondo i dati forniti nel 2001 rispetto a molte altre municipalità, la città di Kiryat Ata non disponeva di una comunità araba e sempre secondo i dati rilevati lo stesso anno la popolazione di Kiryat Ata era composta da 23 700 uomini e 24 900 donne, mentre il 31,4% della popolazione risultava essere più giovane di 19 anni.

## Economia
Secondo quanto rilevato dal CBS nel 2007, 17 236 degli abitanti di Kiryat Ata lavorava come dipendente mentre 1 226 erano i datori di lavoro o coloro che lavoravano in proprio. Lo stipendio medio di coloro che lavoravano come dipendenti era di 5 157 ILS. Sempre nel 2001 il numero dei disoccupati a Kiryat Ata risultava essere di 1 092 mentre circa 4 153 persone ricevevano un assegno di assistenza.